# Loch Indaal

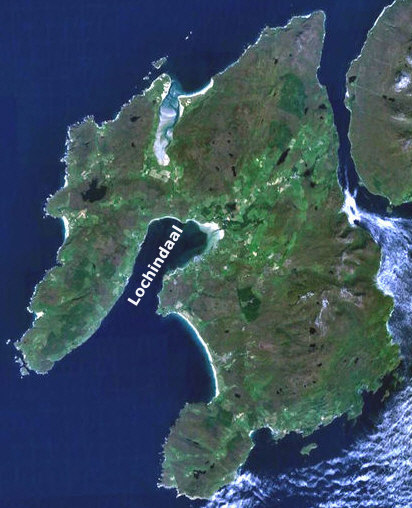
Ubicación de Loch Indaal en Isla de Islay, Escocia

El Loch Indaal (o Lochindaal) o Lago Indaal es un loch o lago marino en Islay, la isla más al sur de las Hébridas, frente a la costa oeste de Escocia. Junto con el Loch Gruinart al norte, está formado por la Falla de Loch Gruinart, que se bifurca de la falla de Great Glen .
A lo largo de la costa noroeste se encuentran los pueblos de Bruichladdich y Port Charlotte . A lo largo de su costa noreste se encuentra el pequeño pueblo de Bridgend y en su costa sureste se encuentra la capital de la isla, Bowmore .
Por la noche, las luces de los pueblos a lo largo de los tres lados del lago inspiraron la conocida canción popular "Las luces de Lochindaal" de Iain Simpson.
Al sur de Bowmore, toda la costa es una playa de arena de seis millas de largo que se extiende hasta Kintra. Esta playa, conocida como Big Strand, es muy popular entre los turistas y lugareños en verano.

## Aguas
El Loch Indaal desciende suavemente desde su esquina NE hasta su desembocadura en el Atlántico En la desembocadura del lago, que se encuentra entre Portnahaven al norte y el Monumento Americano en la Península de Oa al sur, la profundidad es de unos 40 metros, elevándose constantemente hacia el noreste y alcanzando una profundidad de apenas 10 metros entre Laggan Point y Port Charlotte.
Las aguas del lago son tranquilas y seguras, pero los accesos son peligrosos, especialmente para las embarcaciones pequeñas. Hay corrientes de marea, remolinos, rápidos y corrientes de marea que fluyen al este como al oeste.

## Big Strand Beach y la bahía de Laggan
La orilla este del lago está ocupada por las seis millas de longitud de la playa de Big Strand Beach, el área en su conjunto se conoce como Laggan Bay. La Big Strand Beach en sí es arenoso en toda su longitud y está interrumpida por un afloramiento rocoso aproximadamente a la mitad de su longitud en el aeropuerto de Glenegedale .
En el norte, se puede acceder a Big Strand Beach en automóvil a lo largo de un tramo de carretera sin asfaltar que va desde Island Farm, por una carretera señalizada en la A846 al sur de Bowmore. El río Laggan desemboca en el océano cerca del punto norte de la playa. En el sur, se puede acceder a Big Strand Beach desde Kintra Farm en Oa.
El aeropuerto de Glenegedale tiene dos pistas, aunque una no está en uso. La aproximación desde la pista noroeste lleva a los aviones sobre Lochindaal a muy baja altitud, lo que ofrece excelentes vistas de la bahía de Laggan.

## Galería

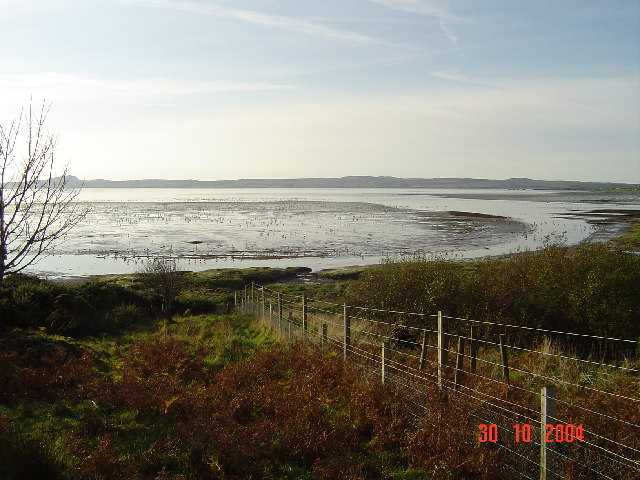
Vista hacia el oeste a través del lago hasta los Rinns de Islay durante la marea baja
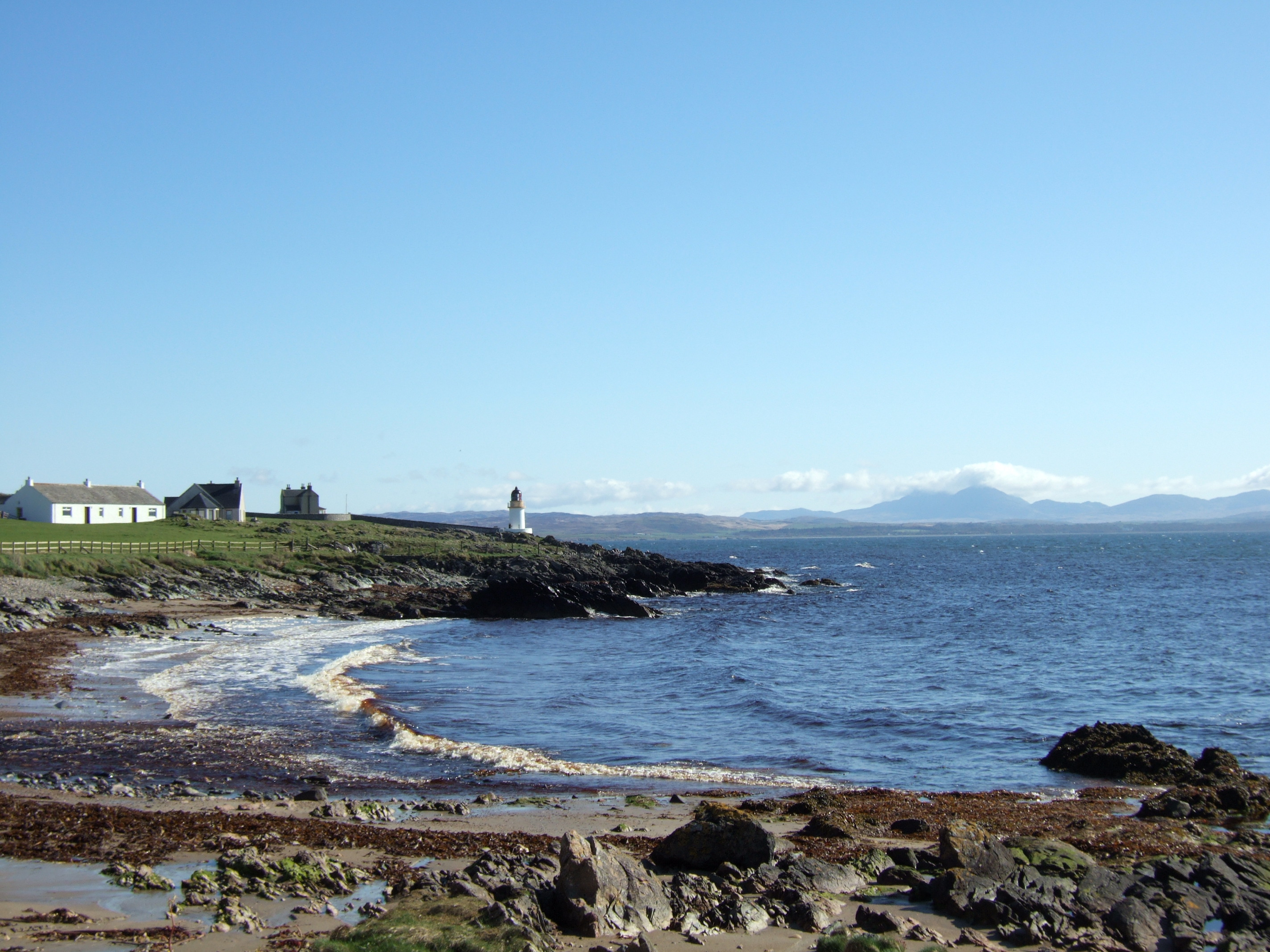
Vista al norte desde Port Charlotte a través del lago hasta la isla de Jura
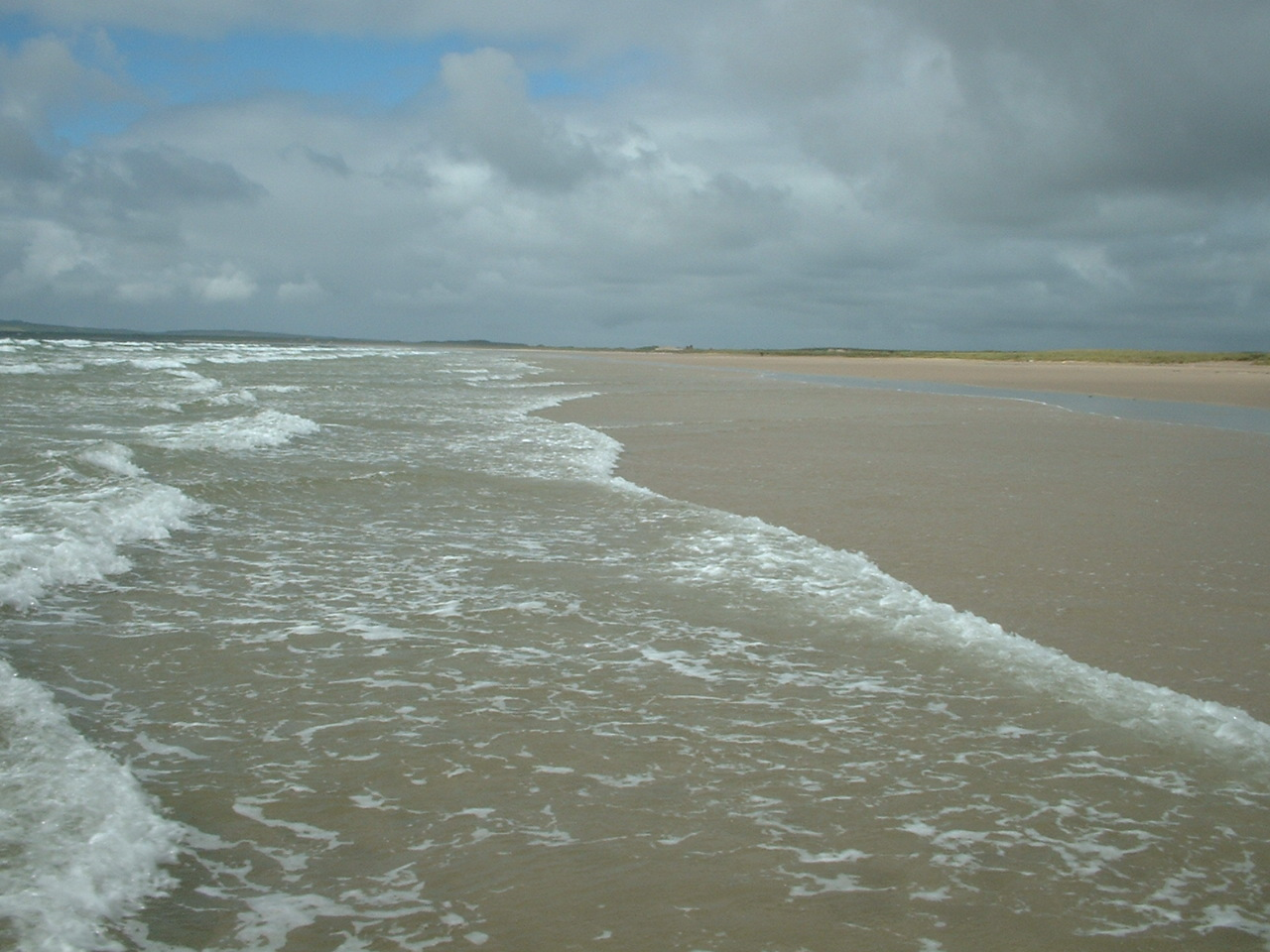
La playa de Big Strand Beach
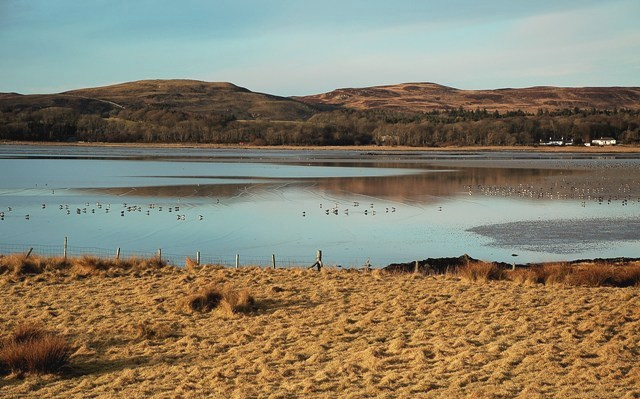
Hacia Traigh Cill an Rubha Mirando a través de la cabeza de Loch Indaal al final de la tarde
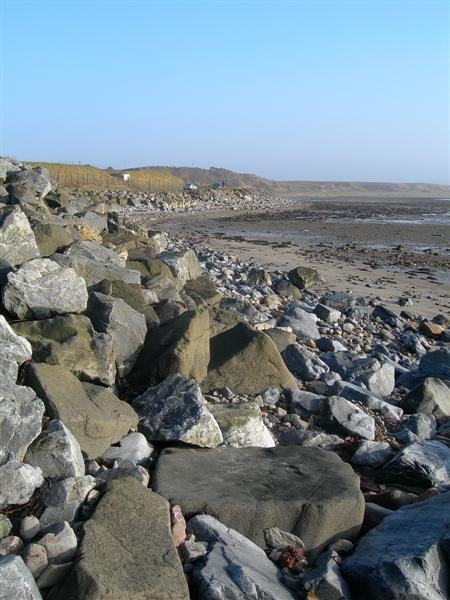
La orilla de Gortan, Loch Indaal mirando a lo largo del borde de la orilla durante la marea baja.